# Republic XP-72
Republic XP-72 là một mẫu thử máy bay tiêm kích đánh chặn của Hoa Kỳ, phát triển từ loại P-47 Thunderbolt.

## Tính năng kỹ chiến thuật (XP-72)
Đặc điểm tổng quát
- Kíp lái: 1
- Chiều dài: 36 ft 7 in (11,15 m)
- Sải cánh: 40 ft 11 in (12,47 m)
- Chiều cao: 16 ft (4,88 m)
- Diện tích cánh: 300 ft² (27,9 m²)
- Trọng lượng rỗng: 11.476 lb (5.216 kg)
- Trọng lượng có tải: 14.433 lb (6.560 kg)
- Trọng lượng cất cánh tối đa: 17.490 lb (7.950 kg)
- Động cơ: 1 × Pratt & Whitney R-4360-13, 3.000 hp (2.574 kW)

 Hiệu suất bay 
- Vận tốc cực đại: 480 mph (789 km/h)/ 387mph (623 km/h)
- Tầm bay: 1.200 dặm (1.932 km)
- Trần bay: 42.000 ft (12.805 m)
- Vận tốc lên cao: 5.280 ft/phút (26,8 m/s)
- Tải trên cánh: 48,1 lb/ft² (235 kg/m²)
- Công suất/trọng lượng: 0,24 hp/lb (0,39 kW/kg)

Trang bị vũ khí

- 6× Súng máy Browning 0.50 in
- 2× bom 1.000 lb (476 kg)